# Carlos Castellano Gómez
Carlos Castellano Gómez (Montalbán de Córdoba; 4 de noviembre de 1904-Fuengirola, 13 de marzo de 2002) fue un compositor y músico español. Autor de cerca de 2.000 canciones, compuso coplas como La luna y el toro o La morena de mi copla, de la que se han hecho más de doscientas versiones. Además, compuso la música de 30 películas. Entre los intérpretes de sus canciones se cuentan Mikaela, Estrellita Castro, Angelillo, Pepe Marchena, Sara Montiel, Manolo Escobar, Antoñita Moreno y Carmen Sevilla.

## Biografía
Carlos Castellano Gómez nació en Montalbán de Córdoba, en 1904, en el seno de una familia numerosa. Desde su niñez se sintió atraído por la música en su pueblo natal; le emocionaba, por ejemplo, escuchar las dianas que las bandas del pueblo interpretaban en las fiestas de feria o las marchas fúnebres de las procesiones de Semana Santa. Recibió sus primeras lecciones de solfeo y piano de doña Carolina, una maestra nacional.
Posteriormente se trasladó a Córdoba donde siguió ampliando sus conocimientos musicales, y más adelante, en 1931 a Madrid, ya que en su tierra no podía desarrollar suficientemente sus aficiones musicales. Allí trabajó con el maestro Quiroga, cursando los estudios oficiales de solfeo, piano, violín, armonía, composición, contrapunto y fuga.
Carlos Castellano pasó sus últimos años de vida en la localidad malagueña de Fuengirola, en una casa cerca del mar. Falleció el 13 de marzo de 2002, a la edad de 97 años.

## Trayectoria
Su reconocimiento y éxito no tardaron en llegar, y entre sus creaciones podemos destacar: "Bajo mi cielo andaluz" y, sobre todo la popular canción La luna y el toro, con la que obtuvo el premio al autor más popular del año, galardonada con la Placa de Oro a la mejor canción por Radio Nacional de España y Trofeo de Antena en Radio España. Trabajó también para el cine; han interpretado sus canciones Sara Montiel, Lucho Gatica, Marisol, Antoñita Moreno, Carmen Sevilla, Mikaela y otros.
Fue miembro de las Sociedades de Autores de Brasil, Francia, Alemania, Argentina, etc., su fama ha traspasado nuestras fronteras. Ha sido considerado un músico fundamentalmente autodidacta que destacó por la genialidad de su vena creadora. Consiguió desde sus inicios conectar con los gustos del pueblo. 

### Composiciones
Desde muy joven empezó a escribir para artistas de renombre de aquella época como Miguel de Molina, para el que escribió canciones como: "Agüita del querer", "Mi pena", "Niña Caracola", "Mi Rita bonita", "Patio moro", "Dale arroz", "Corraleras de la moda" etc. Además de lo antes citado han sido también muchos sus éxitos en la voz de innumerables artistas de inigualable calidad como: "La morena de mi copla" popularizada por Estrellita Castro y Manolo Escobar, "Juan Salvador" para Pepe Baldó, "Farolito, farolito" o "Celos Andaluces" entre otros para Carmen Sevilla, "El cordón de mi corpiño", "Carretera de Asturias" y "A pie de la Cruz de Mayo" para Antoñita Moreno, y su gran éxito "La luna y el toro", la más conocida, compuesta en 1964 y popularizada por Maruja Lozano, Lola Flores, Mikaela, Marifé de Triana, Carmen Sevilla Bambino, Los Centellas, Javier Solís, Wilbert Alonzo Cabrera y un largo e importante rosario de estrellas de la canción.

### Córdoba
Amigo de Rafael Romero de Torres, hijo de Julio Romero de Torres, se interesó desde sus comienzos por la temática cordobesa. No era extraño verlo pasear junto a Rafael Romero por las calles del centro histórico. La letra original de La morena de mi copla, de Alfonso Jofre de Villegas, dice:
Julio Romero de Torres
pintó a la mujer morena
con los ojos de misterio
y el alma llena de pena.
Puso en sus brazos de bronce
la guitarra cantaora,
en su bordón un fandango
y en su cara una milonga.
Morena,
la de los rojos claveles,
la de la cara de 'sea' (seda)
la reina de las mujeres.
Morena,
vestía de negro son,
la de la alegre guitarra,
alma del pueblo español
Como escapada del cuadro,
en el sentir de la copla,
todo el mundo la recibe
y toda España la llora.
Trenza con su taconeo
la seguidiya gitana.
En su danzar es moruna,
y formó la hembra de España.